# Urszula Figwer
Urszula Figwer (* 25. April 1931 in Inwałd; † 21. April 2025) war eine polnische Speerwerferin.

## Karriere
Bei den Olympischen Spielen 1956 in Melbourne und bei den Leichtathletik-Europameisterschaften 1958 in Stockholm wurde sie jeweils Sechste.
1959 gewann sie Silber bei der Universiade, und 1960 kam sie bei den Olympischen Spielen in Rom auf den fünften Platz.
1955, 1959 und 1960 wurde sie Polnische Meisterin. Ihre persönliche Bestleistung von 57,77 m stellte sie am 21. August 1960 in Koblenz auf.